# Nogometni Klub Železničar Maribor
Il Nogometni Klub Železničar Maribor (club calcistico dei ferrovieri di Maribor) è una società calcistica slovena con sede nella città di Maribor.
Fondato nel 1927, il club si è sciolto nel 2019.
I colori sociali della squadra sono il bianco e il blu.
Il club gioca le gare casalinghe allo Športni Park Tabor che ha una capacità di 1100 posti a sedere.
Nel 1992-1993 ha giocato nella serie A slovena.

## Storia
Il club fu fondato nel 1927 come sezione calcistica dello SK Železničar, il club sportivo dei ferrovieri. La prima partita fu disputata il 7 agosto dello stesso anno e fu vinta per 5-1 contro lo SK Merkur. Il club si iscrisse alle competizioni slovene, giocando contro le squadre della regione di Maribor, sviluppando ben presto una forte rivalità con il I. SSK Maribor.
Nella Ljubljanska nogometna podzveza, lo Železničar si classificò al secondo posto nel 1934 e 1935, prima di aggiudicarsi il primo titolo nel 1937. Tuttavia non riuscì a superare le qualificazioni per l'accesso al massimo campionato jugoslavo, venendo eliminata in finale dal SAŠK Sarajevo. Lo Železničar vinse un altro titolo nel 1940, questa volta con la fase finale a eliminazione diretta, battendo in finale i rivali del I. SSK Maribor per 2–1.
Il club fu rifondato con la denominazione di SFD Železničar al termine della seconda guerra mondiale. Nel 1946 si classificò al secondo posto alle spalle del Lendava, mancando la promozione nel massimo campionato jugoslavo per soli due punti.
Nelle stagioni successive lo Železničar si classificò costantemente a metà classifica, fino alla riforma dei campionati del 1952, in base alla quale fu inserito nel girone orientale della Slovenska republiška nogometna liga, dove si classificò al secondo posto nel 1953 e al primo nel 1954. In virtù della vittoria del girone orientale ottenne l'accesso alla finale contro la vincente del girone occidentale, il Piran/Pirano, che fu sconfitto con il punteggio aggregato di 7-2 (6–0 e 1–2), conquistando dunque la promozione nella lega interrepubblicana sloveno-croata. Il club cambiò denominazione in ŽNK Maribor e nella stagione successivo si classificò al decimo posto, a un solo punto dal nono posto occupato dal Branik Maribor, e retrocedendo nella lega zonale di Maribor-Varaždin-Celje. Nel frattempo la squadra vinse la prima Coppa repubblicana slovena nel 1957. Dopo tre stagioni mediocri il club riuscì a qualificarsi alla Lega Repubblicana Slovena tornata al girone unico in base alla riforma del 1958. Nel 1960 vinse la sua seconda coppa repubblicana slovena.
Nel dicembre 1960, a causa dello scandalo di intossicazione alimentare che aveva coinvolto il Branik Maribor, lo ŽNK Maribor, in quel momento al primo posto in classifica, fu costretto a cedere il proprio titolo sportivo all'appena costituito Nogometni Klub Maribor e fu retrocesso a tavolino. Nel frattempo, al termine della stagione, il Maribor vinse il titolo repubblicano sloveno con una squadra costituita prevalentemente da giocatori provenienti dallo ŽNK. Il club risalì rapidamente nella Lega Repubblicana nel 1962 e ritornò alla precedente denominazione di NK Železničar Maribor nello stesso anno.

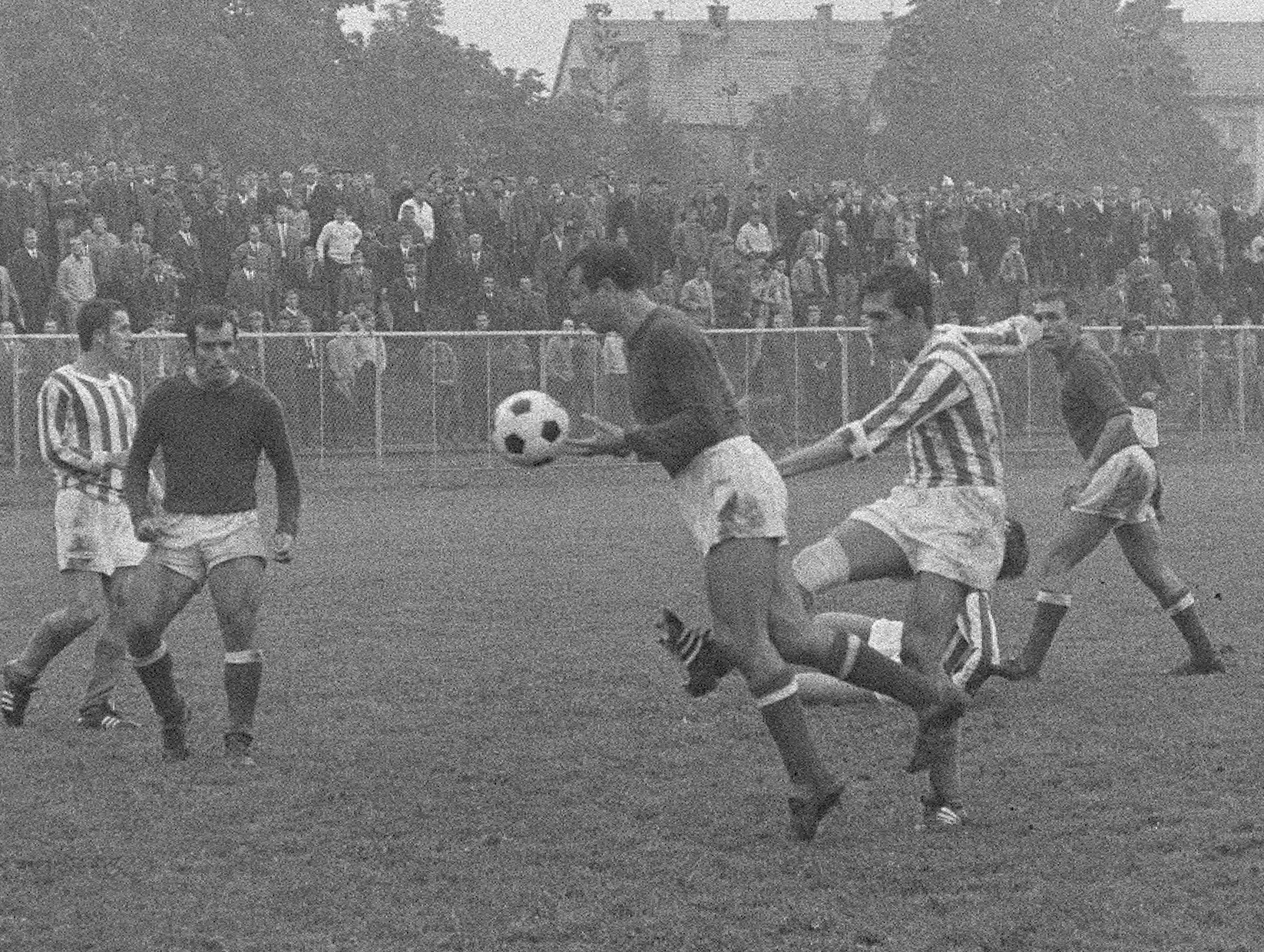
NK Železničar Maribor vs HNK Šibenik nel 1969, partita valida per la Seconda lega federale

Il club divenne competitivo e nel 1968–69 vinse il titolo repubblicano, conquistando così per la prima volta la promozione in 2. Savezna liga. Rimase in cadetteria per tre stagioni venendo retrocesso al termine della stagione 1971–72 terminando il girone al diciottesimo posto.
Il club vinse un ulteriore titolo repubblicano nel 1972-73, ma mancò la promozione nel girone occidentale della Seconda Lega Federale perdendo i play-off contro il Mercator Ljubljana. Lo Železničar nelle stagioni successive continuò a militare nella Lega Repubblicana Slovena senza riuscire a conseguire risultati di rilievo. Nel 1981, malgrado avesse terminato il campionato repubblicano solo al quarto posto, la federazione calcistica della Jugoslavia offrì loro un posto nel campionato cadetto jugoslavo, ma il club rinunciò alla promozione per ripescaggio per via delle difficoltà finanziarie. Negli anni successivi il club si trovò a lottare costantemente per la salvezza, fino a retrocedere per la prima volta nella lega zonale orientale per la prima volta nel 1987. Rimase nel secondo livello sloveno (quinto jugoslavo) fino alla dissoluzione della Jugoslavia. In totale lo Železničar prese parte a 42 edizioni della Lega Repubblicana Slovena.
Lo Železničar fu uno dei membri fondatori della Druga slovenska nogometna liga costituita nel 1991 in conseguenza dell'indipendenza della Slovenia. Concludendo l'edizione inaugurale al primo posto conquistò immediatamente la promozione nel massimo campionato sloveno, sotto la guida tecnica del loro ex giocatore Jože Karmel. Lo Železničar disputò dunque la Prva slovenska nogometna liga 1992-1993, il massimo campionato sloveno, ma fu immediatamente retrocessa in virtù del diciassettesimo posto, e non sarebbe più tornata in massima serie. Il club sfiorò il ritorno nel massimo campionato in molteplici occasioni negli anni successivi, rinunciando alla promozione nel 1996, perdendo i play-off contro il Beltinci nella stagione 1997–98, e mancando per un solo punto il secondo posto nella stagione 1998–99. All'inizio del nuovo millennio, lo Železničar si trovò in gravi difficoltà finanziarie e declinò inesorabilmente: nel 2003, terminando il campionato cadetto all'ultimo posto, retrocesse in tretja slovenska nogometna liga, dove rimase fino al 2007, anno in cui fu retrocesso a tavolino per non aver ottenuto la licenza; nel 2008 fu retrocessa nel quinto livello, nel 2014 retrocesse nel sesto livello, e infine cessò ogni attività nel 2019.

## Palmarès

### Competizioni nazionali
- Slovenska republiška nogometna liga: 2

1968-1969, 1972-1973
- 2. SNL: 1

1991-1992

### Competizioni regionali
- Ljubljanska nogometna podzveza: 2

1936-1937, 1939-1940

### Altri piazzamenti
- Druga slovenska nogometna liga:

Terzo posto: 1998-1999

## Giocatori celebri
- Armin Bačinovič
- Elvedin Džinič
- Marko Pridigar